# Ana Vitória
Ana Vitória Angélica Kliemaschewsk de Araújo, dite Ana Vitória, née le 6 mars 2000 à Rondonópolis, est une footballeuse internationale brésilienne. Elle évolue actuellement au milieu de terrain avec l'Atlético Madrid et la Seleção.

## Biographie

### En club
Ana Vitória commence le football au Rondonópolis EC, puis joue au Mixto EC et à l'Academia EC.
Elle rejoint les Corinthians en 2017. Avec l'équipe paulista, elle remporte la Copa Libertadores en 2017 et le championnat en 2018.
À l'hiver 2018-2019, elle arrive en Europe, recrutée par le Benfica Lisbonne. Dès sa première saison, elle inscrit 20 buts en autant de matches, et participe au titre des Benfiquistes en deuxième division portugaise.
Elle inscrit un but en finale de la coupe de la ligue 2020 face au SC Braga (victoire 3-0).
En 2023, après quatre saisons au Portugal, elle signe au Paris Saint-Germain.

### En sélection

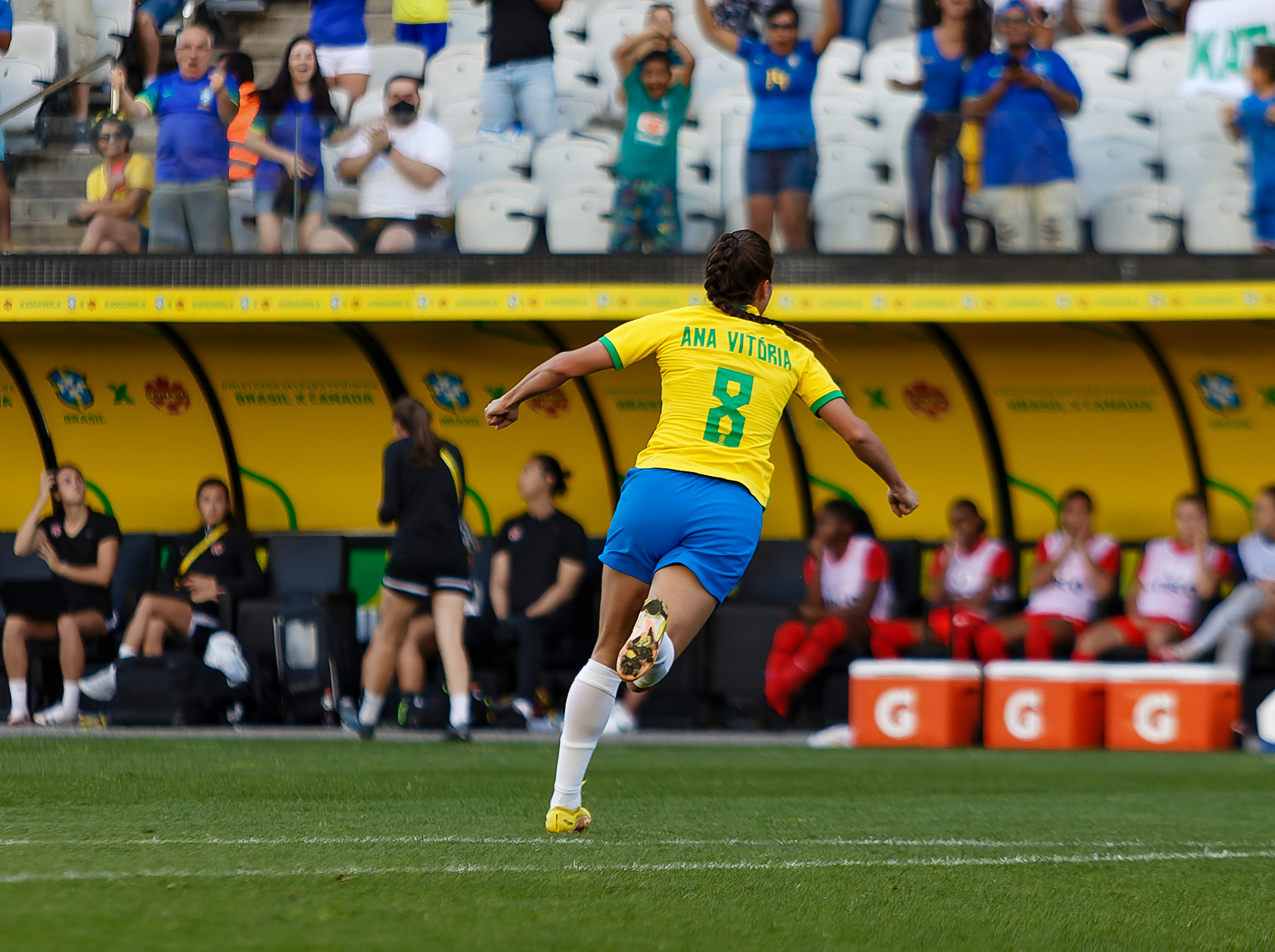
Ana Vitória célèbre son premier but avec la Brésil face au Canada.

Ana Vitória dispute son premier match avec la Seleção lors d'un amical face à l'Équateur en 2020. Elle inscrit son premier but le 15 novembre 2022 lors d'un amical face au Canada et offre la victoire eu Brésil (2-1).
Elle est sélectionnée pour la coupe du monde 2023.

## Palmarès
Corinthians
- Copa Libertadores (1) :
  - Vainqueure en 2017
- Championnat du Brésil (1) :
  - Championne en 2018

 Benfica Lisbonne
- Championnat du Portugal (3) :
  - Championne en 2021, 2022 et 2023
- Championnat du Portugal de deuxième division (1) :
  - Championne en 2019
- Coupe du Portugal (1) :
  - Vainqueure en 2019
- Coupe de la ligue portugaise (3) :
  - Vainqueure en 2020, 2021, 2023
- Supercoupe du Portugal (2) :
  - Vainqueure en 2019 et 2022